# Neocononicephora storozhenkoi
Neocononicephora storozhenkoi là loài điển hình của chi Neocononicephora, thuộc họ Muỗm, được xếp vào tông Meconematini.